# Massaga tenuifascia
Massaga tenuifascia är en fjärilsart som beskrevs av George Francis Hampson 1910. Massaga tenuifascia ingår i släktet Massaga och familjen nattflyn. Inga underarter finns listade i Catalogue of Life.